# أبتويل (أرجاو)
أبتويل هي بلدية تقع في مقاطعة موري في كانتون أرجاو في سويسرا. تقع بجوار الحدود مع كانتون لوسيرن.

## التاريخ
ذكرت البلدية لأول مرة عام 1256 باسم أبويلر Apwiler.

## التعليم
في أبتويل، أكمل حوالي 85.3٪ من السكان (بين سن 25-64) إما التعليم الثانوي غير الإلزامي أو التعليم العالي الإضافي (إما جامعي أو علوم تطبيقية). هناك 69 طالبًا في المدرسة الابتدائية في البلدية.

## روابط خارجية
- Abtwil بالألمانية وبالفرنسية وبالإيطالية من قاموس سويسرا التاريخي على الإنترنت.